# بيتر غرين (مؤرخ)
بيتر غرين (بالإنجليزية: Peter Green)‏ (22 ديسمبر 1924 - 16 سبتمبر 2024) صحفي، ومؤرخ، وأستاذ جامعي، وكاتب، وباحث في تاريخ العصور الكلاسيكية، وناقد، ومترجم، وروائي، ومربي، وشاعر، وعالم لغوي كلاسيكي من المملكة المتحدة.

## الجوائز
- زميل في الجمعية الملكية للأدب